# 조선인민공화국
조선인민공화국(朝鮮人民共和國, 영어: People's Republic of Korea)은 광복 직후 선포된 미승인국이다. 좌우를 망라한 구성을 갖고 있었으며, 한국인들이 외세의 도움 없이 한반도 전역을 대상으로 스스로 세웠다는 의의를 갖는다. 그러나 지방조직은 미군에게 해산되고 조선인민공화국은 미군정에 의해 와해된다. 이후 한반도에는 소비에트 민정청과 재조선 미국 육군사령부 군정청에 의해 남과 북에 별개의 정부가 생긴다.
1945년 9월 6일 전국인민대표자회의에서 여운형이 이끄는 조선건국준비위원회가 정치적 주도권을 장악하기 위해 선포한 조직이다. 이들을 정치적 성향별로 분류하면 민족주의자 9명, 여운형계의 중도좌파가 10명, 그리고 3분의 2 가량이 공산주의자였다. 상징적으로 주석 이승만, 내무부장 김구를 내세우기는 하였으나, 정작 이승만과 김구 본인은 이 단체의 공식 직책을 수락하지 않았다. 미국에게 인정받지 못하게 되어 1946년에 민주주의민족전선으로 해산, 재집결되었다.

## 광복 직전 국내 독립운동 동향
광복 직후 인민위원회를 빠르게 전국적으로 만들 수 있었던 이유는 광복 직전까지 조선공산당 재건운동가들이 대중 속에서 조직을 만들었기 때문이다. 1930년대부터 해방까지의 국내 독립운동은 조선공산당 재건운동가들이 이끌었다. 조선공산당 재건파의 핵심을 차지한 경성콤그룹은 민족적 대중운동을 주창한 이재유의 이재유 그룹이 기반이다. 경성콤그룹 뿐만 아니라 건국동맹도 구성원 다수가 이전부터 계속 조선공산당 재건운동을 하던 사람들이다.
공산당 재건운동가들이 대중 속에서 활동한 결과 대중에 뿌리내린 지도중심을 형성하고 점차 공산주의자들이 민족해방운동의 주도권을 획득해 갔다. 지역과 대중에 뿌리박은 운동을 전개함으로써 해방 후 각 지역에서 인민위원회나 전국노동조합평의회 등이 급속하게 결성될 수 있는 기반이 되었다.
— 박한용, 일제강점기 조선 반제동맹 연구, p4

 해방직후 한국에서는 일대 혁명적 고양이 일어났으며, 그 속에서 사회주의자들이 커다란 영향력을 갖고 있었음을 주목할 필요가 있다. 8·15후 분출하는 대중운동을 지도할 수 있었던 사회주의자들의 정치적, 조직적 역량이 일제 말기에 어떻게 준비됐는지를 연구할 필요성이 제기되는 것이다. 바로 이러한 문제의식에 기초하여 일제 말기의 한국 사회주의 운동사에 관한 연구가 최근에 와서야 비로소 이루어지고 있다. 치안유지법 위반사건은 중일전쟁 발발 후 점차 감소 경향을 띠며 1940년에 그 최저 상태를 기록했으나, 태평양전쟁이 발발한 1941년부터 양상이 역전되어, 그 증가 추세는 일제의 패망 시기까지도 계속된다고 한다. 이 시기 사회주의자들은 서울지방에서만도 경성콤그룹을 비롯하여 공산주의자협의회, 스딸린단, 화요회그룹, ‘자유와 독립’ 그룹 등과 같은 비밀 단체를 결성해서 활동했다. 경성콤그룹은 1936년 12월에 검거된 이재유그룹의 잔존 성원들이 이관술의 지도하에 재결집되어 활동하다가 박헌영을 조직의 지도자로 맞아들여 결성된 것이었다. 이 단체는 기존의 각파 사회주의자를 망라하여 구성된 것으로서 서울지역의 노동자·학생층은 물론 함경도를 포함한 지방에까지 자신의 조직활동을 확장했다. 이 단체는 1940～41년에 몇 차례의 검거사건으로 약화되긴 했으나 해방직전까지 줄곧 존재했던 것으로 보인다. 이 시기 사회주의자들이 참가한 비밀단체 가운데에는 건국동맹과 같은 통일전선 단체도 있었다.

 — 韓國史硏究의 回顧와 展望

## 만든 과정
태평양 전쟁에 뒤늦게 참전한 소련 연방이 함경북도 웅기군과 나진시를 8월 12일까지 점령하고, 이어 8월 13일에는 함경북도 청진시에서 일본 제국과 전투를 벌이고 있었다. 이에 조선총독부는 매우 당황했었으며 8월 15일 오전 9시에 여운형을 총독부로 임명했다. 이는 조선총독부가 경성시도 소비에트 연방이 점령할 상황이라고 생각했기 때문에 조선인들을 이용해 안전을 위했던 것이다. 평소 때에 건국동맹이라는 비밀 결사를 조직하여 활동하던 여운형 등은 총독부가 되자마자 1945년 8월 15일에 일본을 단교하고, 광복 이후 곧바로 건국준비위원회를 발족하였다. 이어 경성일보와 경성방송국 등이 원래 조선인들의 손에 넘어갈 듯했으며, 지방에서도 역시 조선인들이 일본인들을 제압했다.
한편, 한반도의 함경북도 청진시가 8월 16일에 소비에트 연방이 완전히 장악하고, 이어 함경남도 함흥시와 원산시를 장악했다. 그리고 소비에트 연방은 8월 18일에는 만주국을 멸망시켰다.
건준의 결성 초기부터 사회주의자들이 참여하게 된 것은 여운형•건국동맹과 사회주의자들의 이념적 친화성, 그리고 일제시기 이래 사회주의자들의 친분관계도 바탕이 되었지만, 무엇보다 소련의 서울 진주 소식이 크게 작용했다. 여운홍에 따르면 여운형은 8월 15일 아침에 엔도를 만난 뒤 정백과 함께 돌아와 단독으로 담소를 나누었으여 "소련군이 서울에 진주할 것이기 때문에 사태가 달라졌다"는 입장을 나타냈다. (중략) 이에 여운형과 건준 참여세력들은 사회주의 계열을 적극 참여시켜 소련군의 남한 진주에 대응하는 국가건설을 준비하고자 했던 것이다.— 김무용, 해방 후 조선공산당의 노선과 국가건설 운동, p61

그러나, 소비에트 연방이 38선 이남으로 내려오지 않다는 사실을 뒤늦게 알자 조선총독부는 8월 20일에 곧바로 반격을 시도하여 결국 다시 경성일보와 경성방송국 등이 모두 조선총독부의 손아귀로 넘어간 후, 9월 8일에 인천시에 상륙한 미국에게 이양시켰다.
1945년 9월 6일, 건준이 "인민대표자대회"를 열고 "조선인민공화국"을 결정·선포하였다. 중앙인민위원 55명과 후보위원 20명, 고문 12명을 선출하였으며, 군정기가 시작되기 직전까지 남북의 전 도,군,면에 인민위원회를 설립했다.
인공의 수립이 조공의 일방적인 독주로 이루어진 것은 아니었다. 여운형도 인공 수립에 적극 관여하였다. 여운형은 9월 6일의 전국인민대표회의에서 개회사와 격려사에서 비상한 시기에 연합국의 진주에 대비하여 "연합국과 절충할 인민총의 집결체"로서 인공이 수립되었음을 강조하였다. 여운형은 또한 "혁명가는 정부를 조직하고 인민의 승인을 받을 수 있다"고 주장하고 "인민이 승인만 한다면 조선인민공화국과 그 정부는 그대로 될 수 있다"고 밝혔다. 여운형은 북한에서의 "소군정의 조치를 당연히 연합국의 공동방침으로 해석"하여 남한에서 "미군 역시 조선인민에게 맡길 줄로 예상"하는 낙관적 정세인식을 지니고 있었다. 여운형은 일제시기부터 혁명단체와 혁명가들이 중심이 되어 과도정권을 수립하려는 구상을 가지고 있었는데 이러한 정권구상은 인공과 다르지 않았다.— 김무용, 해방 후 조선공산당의 노선과 국가건설 운동, p65

여운형은 인공 수립에 합의한 뒤 건준 내부의 반발에 부딪치자 조각발표를 보류하려고 하였지만 적극적으로 반대하지 않았다. 이에 따라 여운형은 인공 대표대회에서 인사도 했고 인공 부주석의 지위를 거부하지도 않았다.— 김무용, 해방 후 조선공산당의 노선과 국가건설 운동, p67

인공 수립 당시 여운형은 다음과 같이 말하였다. "38도선 이북에 있는 소련군이 진주하여 각도 관공서와 일본인 공사 재산을 압수하고 일군을 무장해제시켜, 모든 것을 조선인민에게 맡길 뿐 그 목적이 없는 듯하였다. 우리는 이러한 소군의 조치를 당연히 연합군의 공동한 최고방침에 의한 것이라고 해석하였으며 미군도 38도 이남에 진주하여 오면 역시 조선인민에게 모든 것을 맡으라 할 줄 예상하였기 때문에 그것을 맡을 준비를 하였던 것이다. 그래서 급히 인민대표회의를 열어 국호를 결정하고 정부조직법을 결정하며 인민위원을 선거하였다."— 김무용, 해방 후 조선공산당의 노선과 국가건설 운동, p69

1945년 9월 14일 주석 이승만, 부주석 여운형, 국무총리 허헌, 내무부장 김구, 외무부장 김규식, 재무부장 조만식, 군사부장 김원봉, 경제부장 하필원, 농림부장 강기덕, 보건부장 이만규, 교통부장 홍남표, 보안부장 최용달, 사법부장 김병로, 문교부장 김성수, 선전부장 이관술, 체신부장 신익희, 노동부장 이주상, 서기장 이강국, 법제국장 최익한, 기획부장 정백 등으로 구성되었다.
조선인민공화국의 정강내용은 다음과 같다.

- 정치, 경제적으로 완전한 자주적 독립 국가의 건설을 기함
- 일본 제국주의와 봉건 잔재 세력을 일소하고 전 민족의 정치적, 경제적, 사회적 기본 요구를 실현할 수 있는 진정한 민주주의에 충실하기를 기함
- 노동자, 농민 기타 일체 대중 생활의 급진적 향상을 기함
- 세계 민주주의 제국의 일원으로서 상호 제휴하여 세계 평화의 확보를 기함

## 논란

### 대한민국 임시정부 요인들의 수락 거부
제1차 인민대표자대회에서 주석으로 추대되었던 대한민국 임시정부의 요인이었던 이승만은 1945년 10월 18일에 귀국한 후 10월 22일에 가진 기자회견에서 자신이 조선인민공화국의 주석으로 추대된 것은 모르는 일이며 취임하겠다고 호의를 표한 적도 없다고 밝혔으며, 11월 7일에 서울중앙방송국을 통해 공식적으로 주석직을 거부하였다. 뒤이어 귀국했던 김구와 김규식 또한 11월 28일에 열린 기자회견을 통해 조선인민공화국과 이야기가 오고간 것이 없었다며 관계된 것을 부인하였다.

## 제1차 중앙인민위원회
| 조선인민공화국 중앙인민위원회 |
| --- |
| 중앙인민위원 이승만, 여운형, 허헌, 김규식, 이관술, 김구, 김성수, 김원봉, 이요설, 홍남표, 김병로, 신익희, 안재홍, 이주상, 조만식, 김기전, 최용달, 이강국, 김용암, 강진, 이주하, 하필원, 김계림, 박낙종, 김태준, 이만규, 이여성, 김일성, 정백, 김형선, 이정윤, 김점권, 한명찬, 유축운, 이승엽, 강기덕, 조두원, 이기석, 김철수, 김상혁, 정태식, 정종근, 조동호, 서중석, 박문규, 박광희, 김세용, 강병도, 이순근, 무정, 장기욱, 정진태, 이순금, 이상훈 |
| 후보위원 최창익, 황태성, 홍덕유, 이청원, 최근우, 김준연, 한빈, 양명, 최원택, 안기성, 정재달, 김오성, 권오직, 김두수, 장순명, 이광, 최성환, 이림수, 현준혁, 김덕영 |
| 고문 오세창, 권동진, 김창숙, 정운영, 이시영, 홍명희, 김항규, 김상은, 장도빈, 김용기, 김관식, 이영 |

## 내각
- 주석: 이승만
- 부주석: 여운형
- 국무총리: 허헌
- 내무부장: 김구, 대리 조동혁·김계림
- 외무부장: 김규식, 대리 최근우·강진
- 재무부장: 조만식, 대리 박문규·강병도
- 군사부장: 김원봉, 대리 김세용·장기욱
- 경제부장: 하필원, 대리 김형선·정태식
- 농림부장: 강기덕, 대리 유축운·이광
- 보건부장: 이만규, 대리 이정윤·김점권
- 교통부장: 홍남표, 대리 이순근·정종근
- 보안부장: 최용달, 대리 무정·이기석
- 사법부장: 김병로, 대리 이승엽·정진태
- 문교부장: 김성수, 대리 김태준·김기전
- 선전부장: 이관술, 대리 이민준·서중석
- 체신부장: 신익희, 대리 김철수·조두원
- 노동부장: 이주상, 대리 김상혁·이순금
- 서기장: 이강국, 대리 최성환
- 법제국장: 최익한, 대리 김용암
- 기획부장: 정백, 대리 안기성

이 각료 명단은 비슷한 시기 중도우익성향 단체 '선구회'가 진행한 여론조사에서 대중이 원했던 지도자와 비슷하다는 점에서 어느 정도 민의를 반영했다.
| 조선을 이끌어갈 지도자 - 선구 여론조사                    | 조선을 이끌어갈 지도자 - 선구 여론조사 | 조선을 이끌어갈 지도자 - 선구 여론조사 |
| --------------------------------------------------------- | -------------------------------------- | -------------------------------------- |
| 순위                                                      | 이름                                   | 득표율                                 |
| 1위                                                       | 여운형                                 | 33%                                    |
| 2위                                                       | 이승만                                 | 21%                                    |
| 3위                                                       | 김구                                   | 18%                                    |
| 4위                                                       | 박헌영                                 | 16%                                    |
| 5위                                                       | 이관술                                 | 12%                                    |
| 6위                                                       | 김일성                                 | 9%                                     |
| 7위                                                       | 최현배                                 | 7%                                     |
| 8위                                                       | 김규식                                 | 6%                                     |
| 9위                                                       | 서재필                                 | 5%                                     |
| 10위                                                      | 홍남표                                 | 5%                                     |
| 백분율의 합이 100%를 넘는 것은 복수 응답이 있었기 때문임. |                                        |                                        |

## 선거 계획
인공은 10월 3일 총선거를 통한 제2회 전국인민대표회의를 46년 1월 소집한다는 취지문을 발표하였다. 곧 전국적인 총선거를 통해 인민대표회의를 소집함으로써 인공의 대중적 지지와 대표성을 확보하겠다는 방침이었다. 1945년 9월 6일의 제1회 인민대표자회의에서도 인공이 전 인민의 광범한 민주주의적 선거로 선출되지 못하였으므로 '임시혁명정부'이며 "혁명시기에 대응하는 과도적 존재"라는 입장에서 "늦어도 2년 이내로 될 수 있는 빠른 기간 내에 제2차 전국인민대표대회를 결의"하였다.
인공주도세력에게 1946년 3월 1일 제2차 전국인민위원회 대표회의의 선거는 인민의 총의를 물어 완전한 정부의 실현, 또는 신국가를 건설한다는 의미를 지니고 있다. 이에 인공은 선거에 실패한다면 승리한 정당에게 정권을 내어주고, 절대다수의 지지를 받는다면 자주독립국가 건설에 매진하겠다는 입장을 밝혔다.

## 미군정의 조선인민공화국 해체
미군정은 인공이 수립되어 활동하자 1945년 10월 10일 아놀드 군정장관의 공식 성명을 통해 38선 이남에는 오직 미군정이라는 한 정부만 있을 뿐이며, 조선인민공화국은 권위와 세력과 실체가 전연없는 것이며, 인공지도자들을 "괴뢰극의 막후에서 연극을 조정하는 사기한"이라고 비난하고 해체를 명령하였다.
이에 인공 중앙인민위원회는 조선에서 통일적 정부를 수립하는 것은 우리의 정당한 권리이자 의무로서 군정과 모순되는 것은 아니며 군 행정을 방해하려는 의사는 없다고 밝혔다.
인공 중앙인민위원회는 일반대중에게 신임과 지지를 획득하는 방법으로 신임총투표, 일반국민선거를 제안, 확정하고 새로운 주권의 확립을 기도하였다.
미군정은 아놀드장관의 성명을 통해 인공의 이러한 시도를 허위선거라고 규정하고, 선거는 "대중을 유도하는 자칭 정치가의 유희물"이 되기에는 너무도 신성한 것(중략)"이라고 비난하고, 선거의 중지를 요구하였다.
아놀드 군정장관이 모욕적인 성명을 통해 인공 자체를 부정한 뒤에도 인공은 미군정과의 협조전술을 계속 유지하였다. 인공은 미군정이 지방 점령정책을 실시하면서 인민위원회를 탄압 해체하는 상황에도 수세적으로 대응하였다. 대표적으로 수원에서 박송극 인민위원장의 구금에 항의하여 농민봉기가 일어나고 남원에서는 미군정이 무력으로 인민위원회를 탄압하여 대중봉기가 일어나고 있었지만 정면으로 대응하기 어려웠다. 1945년 11월에 열린 전국인민위원회 대표회의에서 지방 인민위원들의 지방사정 보고에서도 드러나듯이, 전국적으로 미군정의 인민위원회 인물들에 대한 검거와 구속, 발포가 계속되고 있었지만, 인공 중앙은 어중간한 태도를 유지했다.
결국 조선인민공화국은 미군정에 의해 해체되었다.

## 여론 조사
조선인민공화국은 계획하던 신임투표를 못 하고 미군정에 의해 해체되었지만 미군정 실시 2년 뒤 여론조사에서 대중은 당시 대한민국 임시정부가 내세운 대한민국이라는 국호보다 조선인민공화국을 선호하며 미군정의 제도보다 인민위원회를 선호한다. 이 여론조사를 분석하면 조선인민공화국이 신임투표를 했으면 70% 정도의 지지를 얻었으리라 추정할 수 있다.
| (1)국호는? |                   |        |     |
| 1위 | 조선인민공화국    | 1708표 | 70% |
| 2위 | 대한민국          | 604표  | 24% |
| 3위 | 기타              | 8표    | 1%  |
| 4위 | 기권              | 139표  | 4%  |
| (2)정권 형태? |                   |        |     |
| 1위 | 인민위원회        | 1757표 | 71% |
| 2위 | 종래 제도         | 327표  | 14% |
| 3위 | 기타              | 262표  | 10% |
| 4위 | 기권              | 113표  | 5%  |
| (3)토지개혁 방식?                                                                                                |                   |        |     |
| 1위 | 무상몰수 무상분배 | 1673표 | 68% |
| 2위 | 유상몰수 유상분배 | 427표  | 17% |
| 3위 | 유상몰수 무상분배 | 260표  | 10% |
| 4위 | 기권              | 99표   | 5%  |
| 1947년 7월 6일자 조선일보에 실린 조선신문기자회가 서울시내 중요지점 10개소에서 통행인 2495명에게 실시한 여론조사 |                   |        |     |

## 같이 보기
- 건국준비위원회
- 조선공산당
- 여운형
- 박헌영
- 허헌
- 한국의 군정기